# فريدي ويلر
فريدي ويلر (بالإنجليزية: Freddy Weller)‏ هو مغن مؤلف أمريكي، ولد في 9 سبتمبر 1947 في أتلانتا في الولايات المتحدة.

## وصلات خارجية
- فريدي ويلر على موقع ميوزك برينز (الإنجليزية)
- فريدي ويلر على موقع ديسكوغز (الإنجليزية)